# Sant'Agostino (Antonello da Messina)
Sant'Agostino è un dipinto a tempera grassa su tavola trasportato su tela (46x35,5 cm) di Antonello da Messina, databile al 1472-1473 e conservato nella Galleria regionale di Palazzo Abatellis di Palermo.

## Storia
Le tre tavole dei Dottori della Chiesa del museo palermitano dovevano fare da cuspidi di un polittico oggi smembrato, assieme a un San Girolamo e il San Gregorio Magno. Alcuni hanno ipotizzato che fosse il cosiddetto Polittico dei Dottori della Chiesa, con gli scomparti principali agli Uffizi e alla Pinacoteca del Castello Sforzesco di Milano  (con cui condivide il trattamento dello sfondo a racemi vegetali incisi), o il Polittico di San Gregorio, anche se si tratterebbe di una disposizione piuttosto originale, non simmetrica.
Più probabile è che le cuspidi fossero inizialmente quattro, con un Sant'Ambrogio perduto e voltato verso sinistra, che stessero sopra un polittico a cinque scomparti, non conosciuto, magari con al centro una Crocifissione o un altro tema.

## Descrizione e stile
Sant'Agostino è ritratto di tre quarti, voltato a sinistra e colto durante la lettura di un libro, presumibilmente un suo scritto o la Sacra Scrittura. Indossa una mitria vescovile (è stato infatti vescovo di Ippona) e un mantello rosso, che avvolge un corpo un po' sottodimensionato.
Chiara è la tendenza geometrizzante nelle fattezze del santo, con un volto tondeggiante, con una barba resa con sottilissime pennellate, che danno un effetto particolarmente soffice e sfumato. Alla scuola fiamminga appartiene invece la resa dei dettagli come i gioielli sul copricapo, caratterizzati da bagliori che restituiscono appieno la lucidità e lo splendore dei materiali preziosi.
Alcune incertezze nella realizzazione delle figure hanno fatto parlare di aiuti di bottega, ma è anche possibile che si tratti di opere interamente autografe, risalenti alla delicata fase di passaggio dalla pittura a tempera a quella a olio.